# Cheio (O melhor de)
Cheio é a primeira coletânea da banda portuguesa de rock UHF. Editado a 17 de maio de 1995 pela multinacional BMG.
O álbum celebra os quinze anos de carreira dos UHF. Apresenta alguns temas regravados em ambiente acústico no Convento dos Capuchos em Almada. Contém os inéditos: "Quero um Whisky", "Cheio", "Toca-me", "Por Ti e Por Nós Dois" e "Desolhados". Este último, é uma escrita fotográfica sobre as intempéries de quem vive na rua. O single de apresentação contempla novas gravações dos clássicos "Cavalos de Corrida" e "Rua do Carmo". No mês de junho, foi lançado o extended play Toca-Me, contendo três temas desta coletânea. O segundo single editado foi "Por Ti e Por Nós Dois".[carece de fontes?] Nesta fase os UHF não tinham guitarrista definido.
Em maio de 1996, a coletânea foi relançada no mercado no formato duplo disco compacto com o nome Cheio (o melhor de), e apresentando nova imagem na capa. Contém mais cinco temas inéditos: "(Notícias) A Preto e Branco" de 1979, "Até às Tantas" de 1986, " Aqui no Convento" e "O Fim Real" ambas de 1995 e "Mais um Dia (sem remédio)" de 1996.

## Lista de faixas
A coletânea em disco compacto é composta por 18 faixas, distribuídas por cinco inéditos, quatro temas recuperados e por nove novas versões. Renato Gomes partilha a composição com António Manuel Ribeiro nos temas "Cavalos de Corrida" e "Rapaz Caleidoscópio". Os restantes temas são da autoria de António Manuel Ribeiro. Em 1996, a coletânea foi relançada contendo cinco novos inéditos no disco compacto extra.
| CD             |                                     |                                   |         |  |
| N.º            | Título                              | Compositor(es)                    | Duração |  |
| 1.             | "Cavalos de Corrida" (nova versão)  | António M. Ribeiro / Renato Gomes | 3:15    |  |
| 2.             | "Quero um Whisky" (inédito)         | António M. Ribeiro                | 2:40    |  |
| 3.             | "Menina Estás à Janela"             | Popular                           | 2:50    |  |
| 4.             | "Hesitar" (nova versão)             | António M. Ribeiro                | 4:42    |  |
| 5.             | "Cheio" (inédito)                   | António M. Ribeiro                | 3:29    |  |
| 6.             | "Toca-me" (inédito)                 | António M. Ribeiro                | 4:11    |  |
| 7.             | "Um Copo Contigo" (nova versão)     | António M. Ribeiro                | 3:24    |  |
| 8.             | "Rua do Carmo" (nova versão)        | António M. Ribeiro                | 4:39    |  |
| 9.             | "Rapaz Caleidoscópio" (nova versão) | António M. Ribeiro / Renato Gomes | 5:45    |  |
| 10.            | "Brincar no Fogo"                   | António M. Ribeiro                | 4:30    |  |
| 11.            | "Duelo ao Espelho" (nova versão)    | António M. Ribeiro                | 3:50    |  |
| 12.            | "Por Ti e Por Nós Dois" (inédito)   | António M. Ribeiro                | 4:09    |  |
| 13.            | "Na Tua Cama" (nova versão)         | António M. Ribeiro                | 4:37    |  |
| 14.            | "De Segunda até Sexta"              | António M. Ribeiro                | 2:58    |  |
| 15.            | "Desolhados" (inédito)              | António M. Ribeiro                | 2:40    |  |
| 16.            | "Caçada" (nova versão)              | António M. Ribeiro                | 1:58    |  |
| 17.            | "Sarajevo (verão 92-II)"            | António M. Ribeiro                | 3:39    |  |
| 18.            | "Estou de Passagem" (nova versão)   | António M. Ribeiro                | 4:45    |  |
| Duração total: | Duração total:                      | Duração total:                    | 63:61   |  |

| Relançamento 1996 (CD extra) |                                         |                                                      |                |         |  |
| N.º                          | Título                                  | Compositor(es)                                       | Ano            | Duração |  |
| 1.                           | "Mais um Dia (sem remédio)" (inédito)   | António M. Ribeiro                                   | 1996           | 3:09    |  |
| 2.                           | "O Fim Real" (inédito)                  | António M. Ribeiro                                   | 1995           | 3:17    |  |
| 3.                           | "Quero um Whisky" (nova mistura)        | António M. Ribeiro                                   |                | 2:17    |  |
| 4.                           | "Desolhados" (maqueta)                  | António M. Ribeiro                                   |                | 3:02    |  |
| 5.                           | "Aqui no Convento" (inédito)            | António M. Ribeiro                                   | 1995           | 3:37    |  |
| 6.                           | "Até às Tantas" (inédito)               | António M. Ribeiro / Renato Gomes / Fernando Delaere | 1986           | 3:45    |  |
| 7.                           | "(Notícias) A Preto e Branco" (inédito) | António M. Ribeiro                                   | 1979           | 3:19    |  |
| Duração total:               | Duração total:                          | Duração total:                                       | Duração total: | 85:07   |  |

## Membros da banda
- António Manuel Ribeiro (vocal e guitarra acústica)  [2]
- Fernando Delaere (baixo)  [2]
- Luís Espírito Santo (bateria)  [2]
- Renato Júnior (teclas)  [2]

Convidados
- Renato Gomes (guitarra)
- Luís Miguel Nunes (guitarra)
- Rui Padinha (guitarra)